# 戈比昌德羽毛球學院
普萊勒·戈比昌德羽毛球學院（英語：Pullela Gopichand Badminton Academy，PGBA），通常簡稱其為戈比昌德羽毛球學院，是一所位於印度泰倫加納邦海德拉巴的羽球訓練機構，由印度羽球名宿、現任印度國家羽毛球隊總教練普萊勒·戈比昌德於2008年成立，為印度羽球界培育多位世界級球員，如：塞娜·內維爾、普薩拉·文卡塔·辛杜、斯里坎特·基達姆比等。

## 歷史
印度羽球運動員普萊勒·戈比昌德贏得2001年全英羽毛球公開賽男單冠軍時已經27歲，往後因受傷病所苦成績下滑，最終於2003年宣布退役。在退役前夕，戈比昌德決定為下一代創辦一間世界級訓練機構，並遵循這個想法創辦了一間羽毛球學院。依靠他在全英賽所闖下的名聲，安得拉邦首席部長錢德巴布·奈杜在2003年批准將一塊位於海德拉巴的5英畝（2公頃）土地租其使用45年，並且只收取一筆象徵性費用。戈比昌德也同時與YONEX洽談贊助、計畫聘請國外教練。
戈比昌德在接下來的幾年逐步實行他的計畫，並找上企業家尼馬加達·普拉薩德籌措資金，以「為印度培育出奧運獎牌得主」為條件，獲得5000萬盧比的贊助款項。在籌辦期間，戈比昌德的妻子、前印度羽球運動員與奧運代表P·V·V·拉克希米也一同參與籌措資金，兩人甚至將房子抵押以籌措剩餘的款項，最終籌得約250萬美元。
在羽毛球學院落成之後，正在備戰2010年大英國協運動會羽毛球比賽的選手們轉往此處受訓。政府同時也將支付選手的補助從每日5美元提高至20美元。截至2010年，戈比昌德每年花費約10萬美元培訓約60名選手。
由於現有設施不敷使用，戈比昌德羽球學院決定於海德拉巴興建新的場館，並於2015年落成，新場館擁有九面羽球場地。除了海德拉巴，戈比昌德羽球學院在中央邦的瓜廖爾、古吉拉特邦的巴羅達及北方邦的諾伊達皆設有訓練基地。

## 爭議事件
2012年，印度國家羽毛球隊隊員普拉加克塔·沙旺特向孟買高等法院控告印度羽總（BAI）和國家隊總教練戈比昌德處事不公和偏袒，並從2012年開始一直在精神上騷擾她，並聲稱戈比昌德身為國家隊主教練，但同時卻經營私人羽毛球學院，由於他有權決定國家隊代表的入選資格，他可以挑選自己學院的學員進入國家隊，有關身分構成了利益和道德上的衝突；事實上，戈比昌德就曾挑選排名比沙旺特低的普拉迪亚·加德雷和阿帕娜·巴兰，而沙旺特卻落選。

## 知名選手
- 塞娜·內維爾[12]：女子單打最高世界排名第1位、2012年倫敦奧運會女單銅牌、2015年世錦賽女單亞軍。
- 卡夏普·帕魯帕利[12]：男子單打最高世界排名第6位、2014年英聯邦運動會羽毛球比賽男單金牌。
- 普薩拉·文卡塔·辛杜[13]：女子單打最高世界排名第2位、2016年里約奧運會女單銀牌。
- 斯里坎特·基達姆比[14]：男子單打最高世界排名第1位（2018年4月12日－2018年4月18日）。
- 普蘭諾伊·H·S[15]：男子單打最高世界排名第8位。
- 塞·帕拉內斯·B[16]：男子單打最高世界排名第12位。